# Chiton exoptandus
Chiton exoptandus är en blötdjursart som beskrevs av Bednall 1897. Chiton exoptandus ingår i släktet Chiton och familjen Chitonidae. Inga underarter finns listade i Catalogue of Life.